# الحرب الشاملة: فرعون
الحرب الشاملة: فرعون هي لعبة فيديو تكتيكية تعتمد على الأدوار واستراتيجية في الوقت الفعلي طورتها شركة كريتيف أسمبلي صوفيا ونشرتها شركة سيجا. تدور أحداث اللعبة، وهي جزء من سلسلة الحرب الشاملة، في المملكة المصرية الحديثة والمناطق المحيطة بها قبل انهيار العصر البرونزي. أُصدرت اللعبة للحواسيب التي تعمل بنظام ويندوز وماك أو إس في 11 أكتوبر 2023.

## طريقة اللعب
تعتمد اللعبة على الأدوار واستراتيجية في الوقت الفعلي. في اللعبة، يمكن للاعب الاختيار من بين ثمانية زعماء يمثلون الفصائل الثلاثة في اللعبة: مصر القديمة (سيتي الثاني، وآمون مسس، وتاوسرت، ورمسيس الثالث)، والكنعانيون في بلاد الشام (المستشار باي وإيرسو)، والإمبراطورية الحيثية المجزأة تحت حكم شوبيليوليوما الثاني وكورونتا في الأناضول. الجديد في السلسلة هو وضع الوحدة. يمكن للوحدات في اللعبة الآن التقدم، والتمسك (أو تشكيل جدار درع أو جدار رمح)، والتراجع. عندما تتراجع الوحدة، فإنها ستتراجع وتتنازل عن الأرض ببطء مع الحفاظ على التشكيل والتوجه للأمام.  كما ستتدهور دروع الوحدات، مما يجعلها أكثر عرضة للخطر بشكل تدريجي أثناء المواجهات. كما هو الحال مع طروادة، ستؤثر البيئات والدروع على حركة الوحدة. على سبيل المثال، ستصبح الوحدة الأثقل وزنًا منهكة بشكل أسرع، وتغرق في الوحل. ستؤثر الكوارث الطبيعية على التضاريس. على سبيل المثال، قد تتسبب العاصفة الرعدية في زيادة الطين وخلق ظروف قاسية للوحدات الثقيلة، بينما ستقلل العاصفة الرملية بشكل كبير من الرؤية، مما يجعل الرماة عديمي الفائدة. كما تنتشر النيران عبر ساحة المعركة، فتدمر المباني وتقتل الوحدات المحاصرة فيها. ومع تقدم اللاعبين في اللعبة، سيتمكنون من تجنيد وحدات أكثر قدرة على التعامل مع الظروف الجوية القاسية وتضاريس مصر.  كما خضعت معارك الحصار لتغييرات. تحتوي كل مستوطنة الآن على ثلاث نقاط أسر، حيث تجلب كل منها دفعة فريدة للجيش الذي يتحكم فيها. على سبيل المثال، قد تعمل نقطة أسر واحدة على تعزيز معنويات الجيش، بينما قد تعمل نقطة أخرى على تعزيز قدرته على التحمل. 
تشكل شعوب البحر تهديدًا نهائيًا للفرعون، حيث تظهر في "موجات" كل عامين داخل اللعبة، على سبيل المثال "موجة وشيش" في عام 1200 قبل الميلاد و"موجة شيكلش" في عام 1198 قبل الميلاد. يمكن تخصيص عدد جيوش شعوب البحر التي تظهر مع كل موجة من خلال قائمة تخصيص حملة فرعون، وتزداد هذه الجيوش في الحجم والعدد والجودة مع دخول المجتمع في حالة من الانهيار. بالإضافة إلى غزوات شعوب البحر الدورية، يواجه اللاعبون بانتظام مجموعات غارات الليبو في غرب مصر.